# Willi Tritsch
Willi Tritsch (13 de Julho de 1919 - 19 de Dezembro de 1971) foi um piloto alemão da Luftwaffe durante a Segunda Guerra Mundial. Voou 580 missões de combate, nas quais abateu 20 aeronaves inimigas, o que fez dele um ás da aviação. Abateu também 60 tanques e, durante a sua carreira, foi abatido quatro vezes.